# Artur Litwintschuk
Artur Sjarhejewitsch Litwintschuk (belarussisch Артур Сяргеевіч Літвінчук; * 4. Januar 1988 in Masyr, Weißrussische SSR, Sowjetunion) ist ein ehemaliger belarussischer Kanute und Olympiasieger.

## Karriere
Artur Litwintschuk nahm bei seinem Olympiadebüt 2008 in Peking im Vierer-Kajak teil und erreichte gemeinsam mit Wadsim Machneu, Raman Petruschenka und Aljaksej Abalmassau auf der 1000-Meter-Strecke als Dritter des ersten Vorlaufs das Finale. Dieses schlossen sie mit einer Rennzeit von 2:55,714 Minuten vor dem Team aus der Slowakei und dem deutschen Vierer auf dem ersten Platz ab und wurden damit Olympiasieger. Im selben Jahr sicherte er sich im Vierer-Kajak auf der 500-Meter-Distanz bei den Europameisterschaften 2008 in Mailand Bronze.
2009 gelang es Litwintschuk, sowohl Welt- als auch Europameister zu werden. Bei den Weltmeisterschaften in Dartmouth war er mit dem Vierer-Kajak über 1000 Meter ebenso erfolgreich wie bei den Europameisterschaften in Brandenburg an der Havel. Im Jahr darauf gewann er bei den Weltmeisterschaften in Poznań Silber. Litwintschuk beendete kurz nach diesem letzten Medaillengewinn seine Karriere.
Für seine Erfolge erhielt er mehrere nationale Auszeichnungen. So wurde er unter anderem zum Ehrenbürger seiner Geburtsstadt Masyr ernannt. Er ist seit 2012 mit Maryna Litwintschuk verheiratet, die als Kanutin zwei olympische Bronzemedaillen gewann. Das Paar hat einen Sohn (* 2018).